# Sergej Sergeevič Golicyn
Principe Sergej Sergeevič Golicyn, (in russo: Сергей Сергеевич Голицын) (17 febbraio 1783 – San Pietroburgo, 14 marzo 1833), è stato un ufficiale russo.

## Biografia
Era il terzogenito di Sergej Fëdorovič Golicyn (1749-1810), e di sua moglie, la principessa Varvara von Engelhardt (1761-1815), nipote di Grigorij Aleksandrovič Potëmkin.

## Carriera
Si distinse nelle guerre contro la Francia nel 1805 e 1806-1807, nella battaglia di Friedland. Il 3 maggio 1806 venne nominato aiutante di campo, il 23 gennaio 1808 venne nominato ciambellano, ma il 3 luglio 1808 ritornò al servizio militare ed è stato nuovamente nominato aiutante di campo. Il 3 luglio 1808 venne nominato colonnello.
Nel 1812 venne assegnato a Levin August von Bennigsen. Si distinse durante la battaglia di Lützen, Bautzen, Lipsia e l'assedio di Parigi. Il 15 settembre 1813 venne nominato maggior generale.

## Matrimonio
Nel mese di agosto 1817, sposò la damigella d'onore, Natal'ja Stepanovna Apraksina (1794-1890), figlia del generale Stepan Stepanovič Apraksin e nipote di Natal'ja Petrovna Golicyna. La coppia non ebbe figli.

## Morte
Morì il 14 marzo 1833 a San Pietroburgo.